# Ryania
Ryania es un género con 20 especies descritas y 6 aceptadas, de plantas perteneciente a la familia Salicaceae. Se encuentra en Centroamérica y Sudamérica.

## Taxonomía
Ryania fue descrito por Martin Vahl y publicado en Eclogae Americanae 1: 51, en el año 1796. La especie tipo es: Ryania speciosa Vahl. 

## Especies aceptadas
- Ryania angustifolia (Turcz.) Monach.
- Ryania canescens Eichler
- Ryania chocoensis
- Ryania dentata (Kunth) Miq. - guaricano del Orinoco[3]
- Ryania pyrifera (Rich.) Uittien & Sleumer
- Ryania speciosa Vahl
- Ryania spruceana Monach.